# 코부쿠로
코부쿠로(コブクロ)는 일본의 남성 포크 듀오이다. 1998년에 결성되었으며 2001년에 데뷔하였다. 그룹 이름인 '코부쿠로'는 구성원인 '코부'치 켄타로와 '쿠로'다 슌스케의 성에서 따온 것이다.

## 구성원
코부치 켄타로（小渕健太郎, こぶち けんたろう、1977년 3월13일 - ）
- 미야자키현 미야자키시 출신. O형. 신장168.2cm. 미야자키현립 미야자키공업고등학교졸업.
- 기타・보컬 담당. 그 외로는 블루스 하프、산신、손가락 피리를 연주 할 때도 있다.

쿠로다 슌스케（黒田俊介, くろだ しゅんすけ、1977년 3월18일 - ）
- 오사카부 사카이시 (현재의 미나미구 하루미다이(南区晴美台) 출신. O형. 신장193.4cm. 오사카체육대학 나미쇼고등학교、오사카쇼토쿠학원 사회체육전문학교 졸업.
- 보컬 담당. 현재 기타는 코부치의 담당이지만, 만나기 전까지는 쿠로다도 기타를 가지고 거리에서 노래를 부르고 있었다. 기타는 잘 못친다고 하지만, 사실은 코부치는 알페지오를 쿠로다를 참고해서 연습했다고 한다.
- 왼손 잡이로 보이고 싶어서, 마이크를 오른손으로 쥐는 경우가 많다.
- 오자키 유타카의 "I LOVE YOU"를 카라오케에서 불렀을 때, 카세트 테이프에 녹음 해줘 등 주변의 칭찬을 계기로 뮤지션을 꿈꾸게 되었다.
- 데뷔 당시는 안경을 쓰고 있었지만 현재는 선글라스를 쓰고 있다.

## 개요
오사카부 사카이시에서 노상 연주를 하던 코부치와 쿠로다가 1998년에 결성했다. 2001년 3월 22일 싱글 "YELL ~エール~"로 데뷔하여 오리콘 4위를 기록했다. "轍"(바퀴 자국), "永遠にともに"(영원히 함께), "ここにしか咲かない花"(여기에만 피는 꽃) 등의 대표곡이 있다.
2009년 2월 11일에 최신 정규 앨범인 《5296》과 2006년 발매되어 지금까지 300만 장 가까이 팔린 베스트 앨범 《ALL SINGLE BEST》가 한국에 정식 발매되었다.

## 자세한 에피소드
1998년 5월 사닉(SANIX)의 세일즈 맨을 겸하며 매주 토요일 노상 라이브를 하고있던 코부치와 스트리트 뮤지션을 하고 있던 쿠로다가 사카이시의 사카이히가시 긴자거리 상점가에서 만나 의기투합. 그해 9월 코부치가 쿠로다에게 곡을 제공하기로 되었으나 쿠로다 본인의 기타 실력이 현저히 낮았기 때문에 코부치가 옆에서 기타를 치며 코러스를 넣기로 한다. 이것이 계기가 되어 쿠로다가 코부치에게 "같이 하자"라고 제안하게 되었다. 코부치는 이것을 "속도위반 결혼"이라고 "와랏테 이이토모!"의 "텔레폰 쇼킹"에 출연했을 때 이와 같이 밝혔다. 이 듀오 결성 에피소드를 담은 곡이 후일에 대표곡으로 일컬어지는 "사쿠라(벚꽃)"이다. 덧붙여, "사쿠라"를 노상에서 불렀을 때 관객으로부터 "누구 노래에요?"라고 질문받은 코부치는 오리지널 곡이라고 하는 게 부끄러워서 엉겁결에 "Mr.Children의 인디즈 시절의 노래에요"라고 대답했다고 한다. (후에 Mr.Children 본인에게 사죄했다고 한다.)
듀오 명은 2명의 성, 코부치와 쿠로다에서 따왔다. 후에 그 네이밍 아이디어는 개그맨 콤비인 FUJIWARA를 참고 했다고 밝혔다.(과거 신사이바시스지에서 연주중 하라니시 타카유키(FUJIWARA의 멤버)에게 비웃음 당한 적이 있다고 한다) 덧붙여, 코부치가 쿠로다에게 처음으로 만든 곡의 가사 카드에 "코부치와 쿠로다를 합쳐서 코부쿠로로 괜찮겠어?"라고 적은 것이 계기로 그것이 지금까지 이어지고 있다.

## 휴양
2011년 9월 멤버인 코부치의 성대 문제 와 쿠로다의 지병인 요통과 목소리의 문제로 인해 반년간의 휴양에 들어갔다.
이하 코부쿠로 공식 홈페이지의 공지 사항 전문.
| 갑작 스럽게 보고 드려 죄송합니다. 오늘부터 코부쿠로는 잠시 동안 휴양 하도록 하겠습니다. 따라서, 11월 예정되어있던 팬 페스타를 중지 할 수 밖에 없게 되었습니다. 학수고대 하고 계시던 모든 분들께 먼저 고개 숙여 사과 말씀 드립니다. 라이브에 오셨던 분들 중에서는 이미 눈치 채신 분들도 계실거라 생각 합니다만, 작년 말부터 코부치의 목소리의 컨디션이 계속 좋지 않았습니다. 여러 가지 조치를 취한 후 투어를 시작하였습니다만, 차도는 보이지 않고 고음역의 목소리를 내려고 하면 목 주변의 근육이 이상하게 경직되어 버려 목소리를 내기 어려운 증상이 이어지고 있습니다. 전문의에 의하면 이 병은 "발성시경부 지스토니어"로, 음악가나 목소리를 자주 내는 직업을 가지고 계신 분들이 많이 걸리는 병이라고 합니다. 약 반년간의 요양으로 개선될 수 있는 증상으로 판단되었기 때문에 이러한 결단에 이르게 되었습니다. 쿠로다같은 경우에도 이번 투어 도중에 지병인 요통이 악화되었던 것과 목의 피로의 개선기간이 필요하기 때문에 동일하게 휴양 하도록 하겠습니다. 오늘까지 두명 모두 케어를 하면서 활동을 계속하여, 이 전국 투어를 마지막까지 성공적으로 마칠 수가 있었습니다. 이것도 한결같이 회장에서 성원의 목소리를 보내 주신 팬 여러분 덕분 입니다. 정말로 감사합니다. 원래는 11월 팬 페스타를 끝내고 팬 여러분들에게 발표 할 예정 이였습니다만, 투어 중반에 접어 들면서, 현재 상태로 라이브와 녹음 활동을 계속하는 것은 어렵다고 판단하여, 투어 최종일을 기해 잠깐동안 휴양 기간을 갖기로 한 갈등의 결단이 되었습니다. 앨범의 릴리즈나 동북지방 공연도 검토하고 있던 와중에 이러한 소식을 전해 드려야 한다는 것이 굉장히 마음이 아픕니다. 이 휴양 기간이 코부쿠로에게 있어서 유익한 충전 기간이 되어, 활동을 재개했을 때에는 건강하고 새로운 모습의 코부쿠로로써 돌아 오겠다는 두명의 강한 의지를 존중하기로 하였습니다. 갑작스러운 발표를 하여 팬 여러분들께 진심으로 사과 말씀 드립니다. 두명 모두 위에서 언급한 곳 외에는 문제 없습니다. 굉장히 건강 합니다. 재활 치료나 몸의 케어를 하면서, 지금과 같이 각 팬 사이트내(BLOG등)에서의 활동은 계속 되기 때문에 부디 유예 기간을 받을 수 있도록 부탁 말씀 드립니다. 오피스 코부쿠로 사카타 미노스케 코부치 켄타로 쿠로다 슌스케 |

## 현재
2012년 9월 10일 기준으로 코부쿠로는 활동 재개에 들어 갔으며 2012년 9월 5일 ALL SINGLES BEST2를 발매하였다.

## 음반 목록

### 싱글
| 순서 | 타이틀                                     | 의미                                    | 발매일           | 비고                                                   |
| ---- | ------------------------------------------ | --------------------------------------- | ---------------- | ------------------------------------------------------ |
| 1.   | YELL ~エール~ / Bell                       | YELL ~엘~ / Bell                        | 2001년 3월 22일  |                                                        |
| 2.   | 轍                                         | 바퀴자국                                | 2001년 6월 20일  |                                                        |
| 3.   | YOU / miss you                             |                                         | 2001년 11월 21일 | miss you - NTV 드라마 과수연의 여자 주제곡             |
| 4.   | 風                                         | 바람                                    | 2002년 2월 14일  |                                                        |
| 5.   | 願いの詩 / 太陽                            | 소망의 노래 / 태양                      | 2002년 7월 10일  |                                                        |
| 6.   | 雪の降らない街                             | 눈이 내리지 않는 거리                   | 2002년 11월 13일 |                                                        |
| 7.   | 宝島                                       | 보물섬                                  | 2003년 4월 9일   |                                                        |
| 8.   | Blue Blue                                  |                                         | 2003년 8월 27일  |                                                        |
| 9.   | DOOR                                       |                                         | 2004년 5월 12일  |                                                        |
| 10.  | 永遠にともに / Million Films               | 영원히 함께 / Million Films             | 2004년 10월 14일 | NHK みんなのうた(모두의 노래)                          |
| 11.  | ここにしか咲かない花                       | 여기서 밖에 피지 않는 꽃                | 2005년 5월 11일  | NTV 드라마 루리의 섬 주제곡                            |
| 12.  | 桜                                         | 벚꽃                                    | 2005년 11월 2일  | 후지TV 드라마 너스 아오이 주제곡                       |
| 13.  | 君という名の翼                             | 그대라는 이름의 날개                    | 2006년 7월 26일  | TV아사히 드라마 레가타 ~너와 함께한 영원~ 주제곡       |
| 14.  | 蕾                                         | 꽃봉오리                                | 2007년 3월 21일  | 후지TV 드라마 도쿄타워 ~엄마와 나, 때때로 아빠~ 주제곡 |
| 15.  | 蒼く 優しく                                | 푸르게 상냥하게                         | 2007년 11월 7일  | NTV 드라마 드림☆어게인 주제곡                          |
| 16.  | 時の足音                                   | 시간의 발소리                           | 2008년 10월 29일 | NTV 드라마 오!마이 걸!! 주제곡                         |
| 17.  | 虹                                         | 무지개                                  | 2009년 4월 15일  |                                                        |
| 18.  | STAY                                       |                                         | 2009년 7월 15일  | TBS 드라마 일요극장・관료들의 여름 주제곡              |
| 19.  | 流星                                       | 유성                                    | 2010년 11월 17일 | 후지TV 월요드라마 流れ星 (유성) 주제곡                 |
| 20.  | Blue Bird                                  |                                         | 2011년 2월 16일  | 애니메이션 바쿠만(バクマン。)오프닝 곡                 |
| 21.  | あの太陽が、この世界を照らし続けるように。 | 저 태양이 이 세상을 계속 비출 수 있도록 | 2011년 4월 27일  | 영화 岳－ガク(GAKU)－ 타이틀곡                         |
| 22.  | 紙飛行機                                   | 종이비행기                              | 2012년 11월 28일 | 후지TV 목요드라마 結婚しない(결혼안해) 주제곡          |
| 23.  | One Song From Two hearts/ダイヤモンド      | One Song From Two hearts/다이아몬드     | 2013년 7월 24일  | ダイヤモンド - TBS 열혈갑자원 타이틀곡                 |
| 24.  | 今、咲き誇る花たちよ                       | 지금, 화려히 핀 꽃들이여                | 2014년 2월 19일  | NHK 소치올림픽, 패럴림픽 방송 테마송                   |
| 25.  | 陽だまりの道                               | 양지의 길                               | 2014년 6월 4일   | 후지TV 드라마 블랙 프레지던트 주제곡                   |

### 기타
| 순서 | 타이틀           | 의미          | 발매일          | 비고                                                    |
| ---- | ---------------- | ------------- | --------------- | ------------------------------------------------------- |
|      | WINDING ROAD     |               | 2007년 2월 28일 | 아야카(絢香)와의 콜라보레이션 싱글                      |
|      | あなたと         | 당신과        | 2008년 9월 24일 | 아야카(絢香)와의 콜라보레이션 싱글                      |
|      | Layla            |               | 2010년 3월 7일  | 디지털 싱글(配信限定), 산토리 펩시 넥스 CM 삽입곡       |
|      | 太陽のメロディー | 태양의 멜로디 | 2010년 7월 28일 | 이마이 미키, 호테이 도모야스 부부와의 콜라보레이션 싱글 |
|      | 蜜蜂             | 꿀벌          | 2012년 1월 27일 | 디지털 싱글(配信限定), ALL SINGLES BEST2 DISK2 수록곡   |

### 앨범
| 순서 | 타이틀                   | 발매일           | 최고순위 |
| ---- | ------------------------ | ---------------- | -------- |
| 1.   | Roadmade                 | 2001년 8월 29일  | 6위      |
| 2.   | grapefruits              | 2002년 8월 28일  | 4위      |
| 3.   | STRAIGHT                 | 2003년 11월 6일  | 10위     |
| 4.   | MUSIC MAN SHIP           | 2004년 11월 3일  | 3위      |
| 5.   | NAMELESS WORLD           | 2005년 12월 21일 | 1위      |
|      | ALL SINGLES BEST         | 2006년 9월 27일  | 1위      |
| 6.   | 5296                     | 2007년 12월 19일 | 1위      |
| 7.   | CALLING                  | 2009년 8월 5일   | 1위      |
|      | ALL COVERS BEST          | 2010년 8월 25일  | 1위      |
|      | ALL SINGLES BEST2        | 2012년 9월 5일   | 1위      |
| 8.   | One Song From Two Hearts | 2013년 12월 18일 | 1위      |

## NHK 홍백가합전
| 출장 연도 | 횟수 | 부른 노래                    |
| --------- | ---- | ---------------------------- |
| 2005년    | 1    | 〈벚꽃〉                     |
| 2006년    | 2    | 〈바람〉                     |
| 2007년    | 3    | 〈꽃봉오리〉                 |
| 2008년    | 4    | 〈시간의 발소리〉            |
| 2009년    | 5    | 〈STAY〉                     |
| 2010년    | 6    | 〈유성〉                     |
| 2012년    | 7    | 〈종이비행기〉               |
| 2013년    | 8    | 〈지금, 화려히 핀 꽃들이여〉 |

## 같이 보기
데뷔 전 노상 연주로 유명해진 일본의 듀오
- 유즈
- 우타이비토하네
- WaT

그 외
- 엠씨 더 맥스 - 6집 앨범 《Via 6》의 1번 트랙 〈나를 보낸다〉는 고부쿠로의 〈푸르게 상냥하게〉를 리메이크한 곡이다.